# Tres Riberas
Tres Riberas (o 3 Riberas) es una indicación geográfica con derecho a la mención tradicional Vino de la Tierra utilizada para designar los vinos de mesa originarios de viñedos de la zona de producción constituida por los términos municipales integrados en la Comunidad Foral de Navarra, excepto aquellos amparados por la Denominación de Origen Calificada Rioja, en España.

## Tipos de vino
- Vinos blancos y rosados con un grado alcohólico volumétrico natural mínimo de 10,5% vol.
- Vinos tintos con un grado alcohólico volumétrico natural mínimo 11% vol.
- Vino de Roble.
- Vino Noble: vinos sometidos a un período mínimo de envejecimiento de 18 meses en total, de los cuales, un mínimo de 6, en recipiente de madera de roble de capacidad máxima de 600 litros.